# 日の出

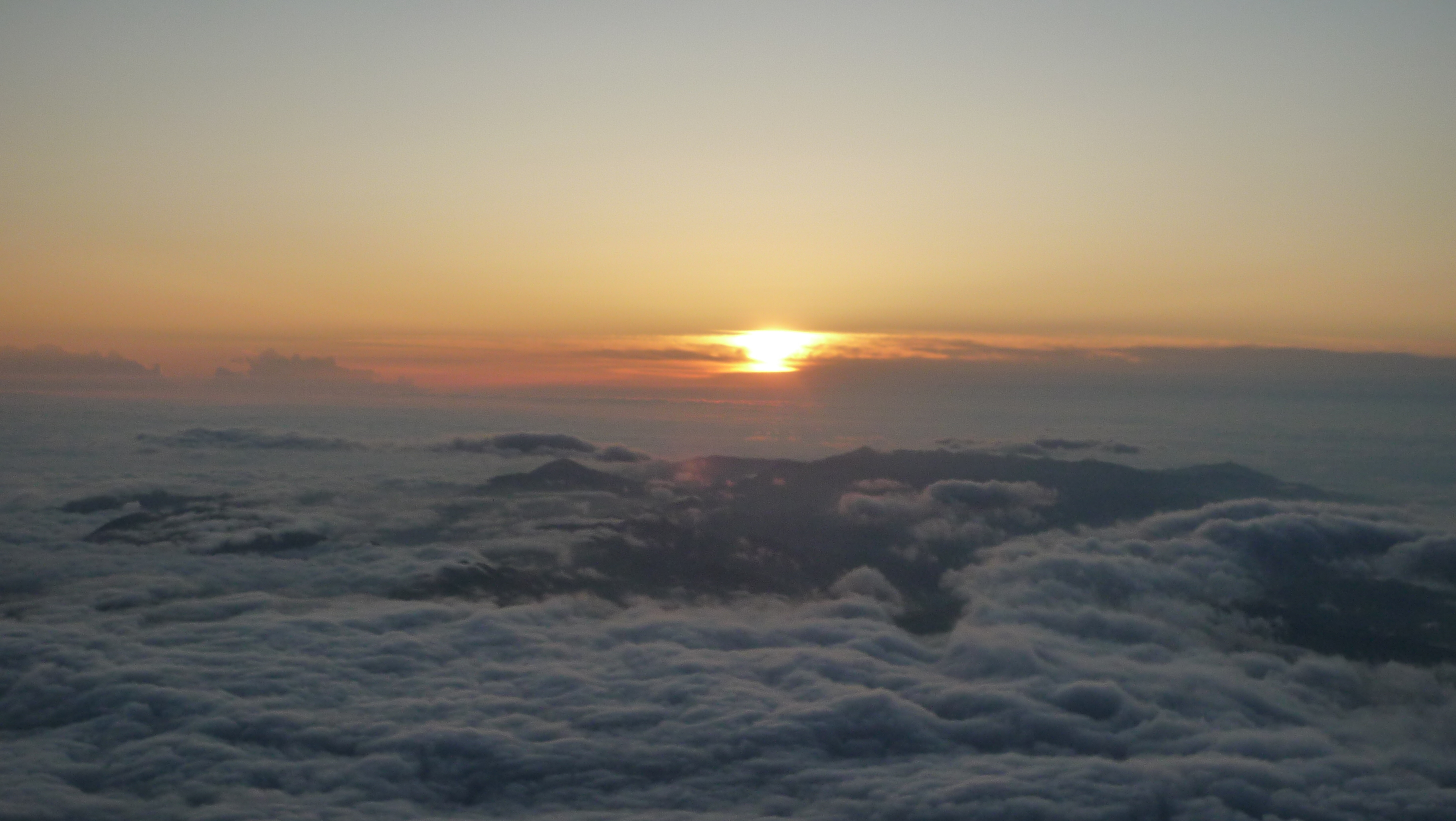
富士山からのご来光

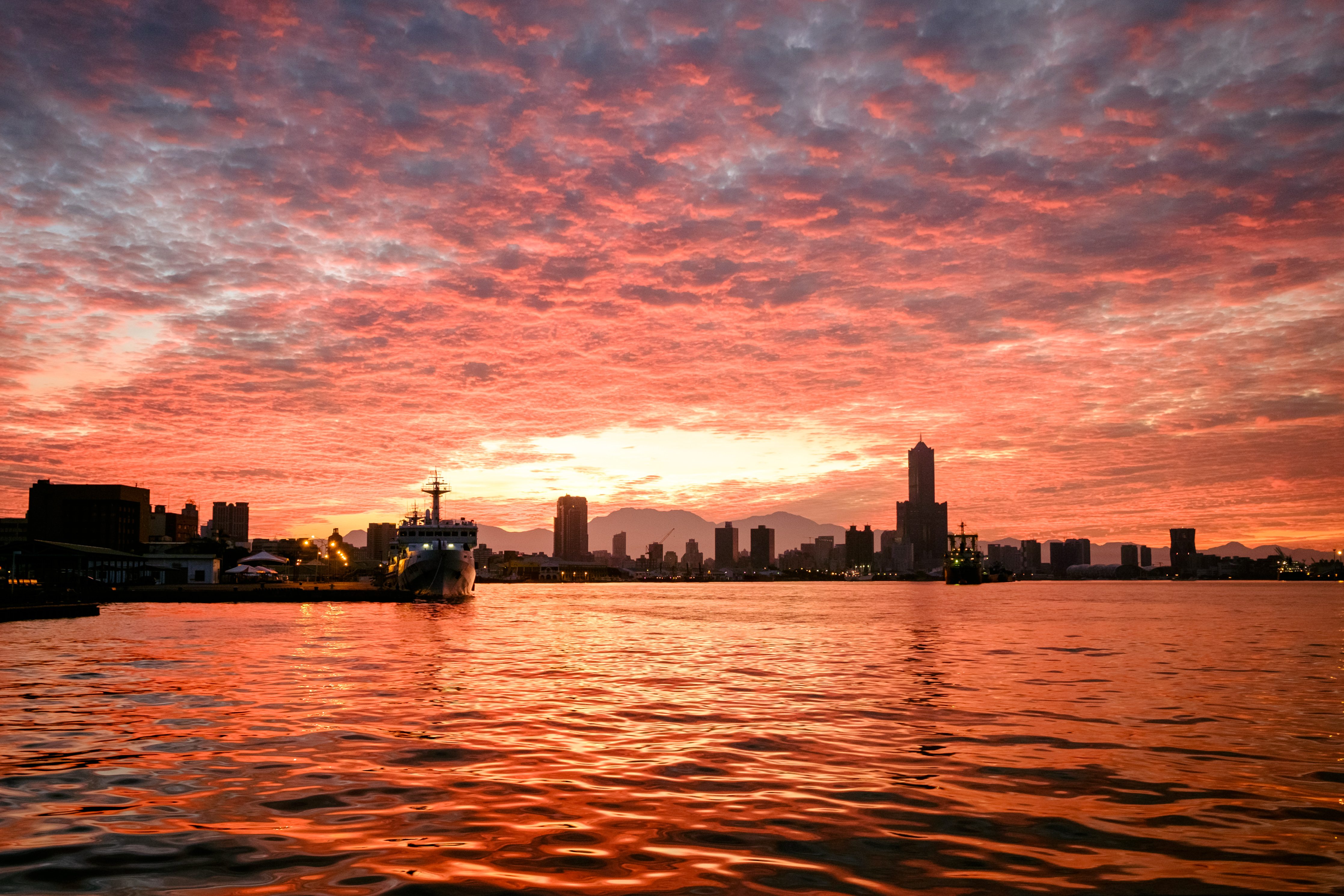
台湾高雄港の日の出の景色。

日の出（ひので、英: sunrise）とは、太陽系の自転する惑星や衛星において、1日に1回太陽が地平線の下から昇る現象である。本項では、ことわりのない限り地球の自転によって起こる地球での日の出について述べる。日出とも表記し、この場合は「にっしゅつ」とも読む。
日本では、1月1日（元日）の日の出を初日の出と呼んで特別視する。また、高山の頂上から見る日の出を「御来光」と呼ぶ。

## 太陽高度
通常の天体の出没と異なり、日の出・日の入りの時刻は、太陽の上端が地平線と重なった瞬間として定義される。さらに、大気差により、昇る太陽の光線の経路は地平線付近で大きく曲がるため、実際の日の出は、太陽の上端が地平線と重なるよりも前に起こる。
太陽の見た目の半径（角度）は16分である。地平線付近の大気差は、大気の状況により異なるが、およそ34分である。よって、見た目上の日の出は、太陽が地平線下約50分（0.83度）の高さ（天頂からの角度が90.83度）にあるときに起こることになる。

大気差を示した日の出時の太陽の図

## 時刻の変動

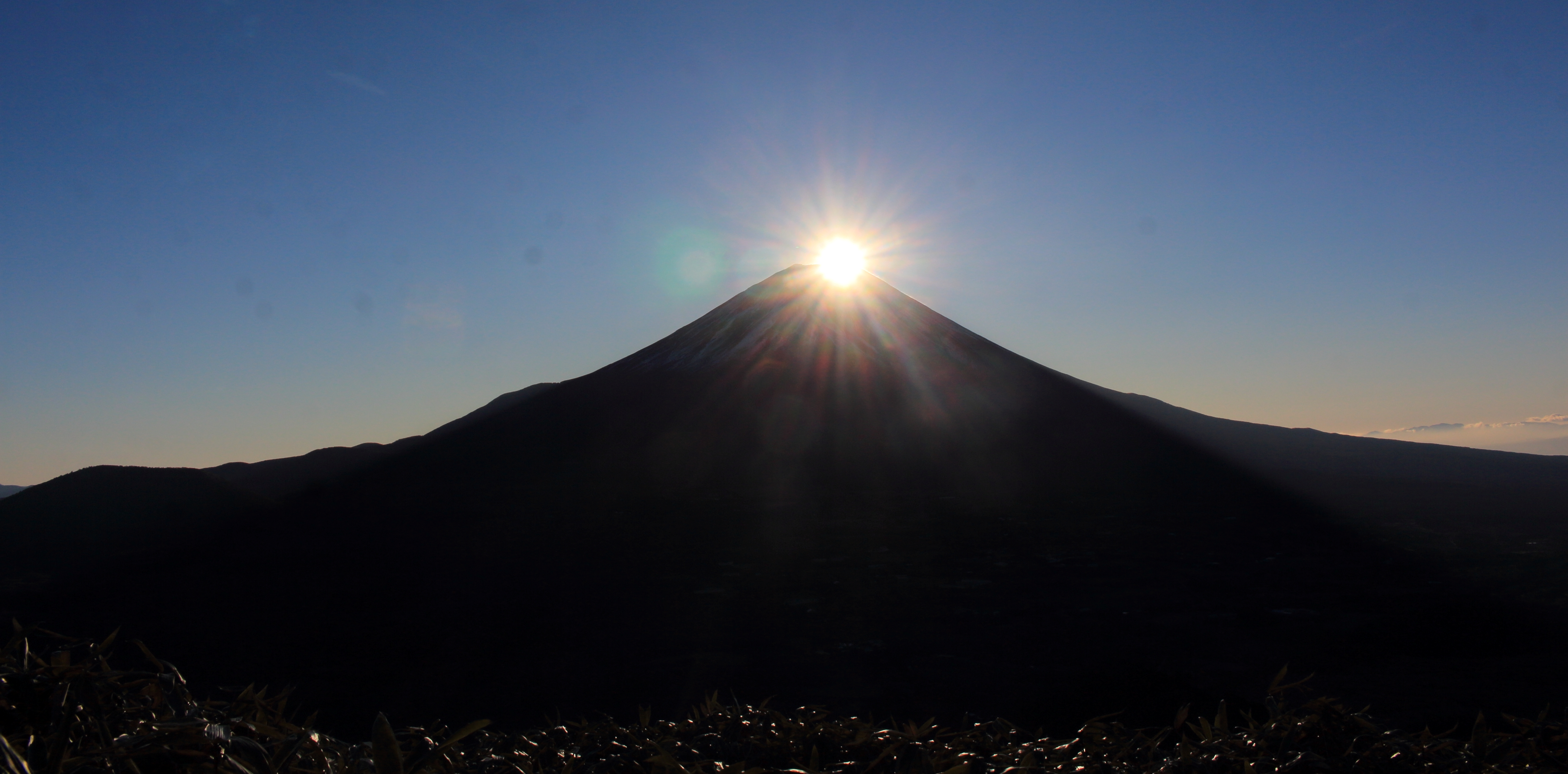
竜ヶ岳から望むダイヤモンド富士

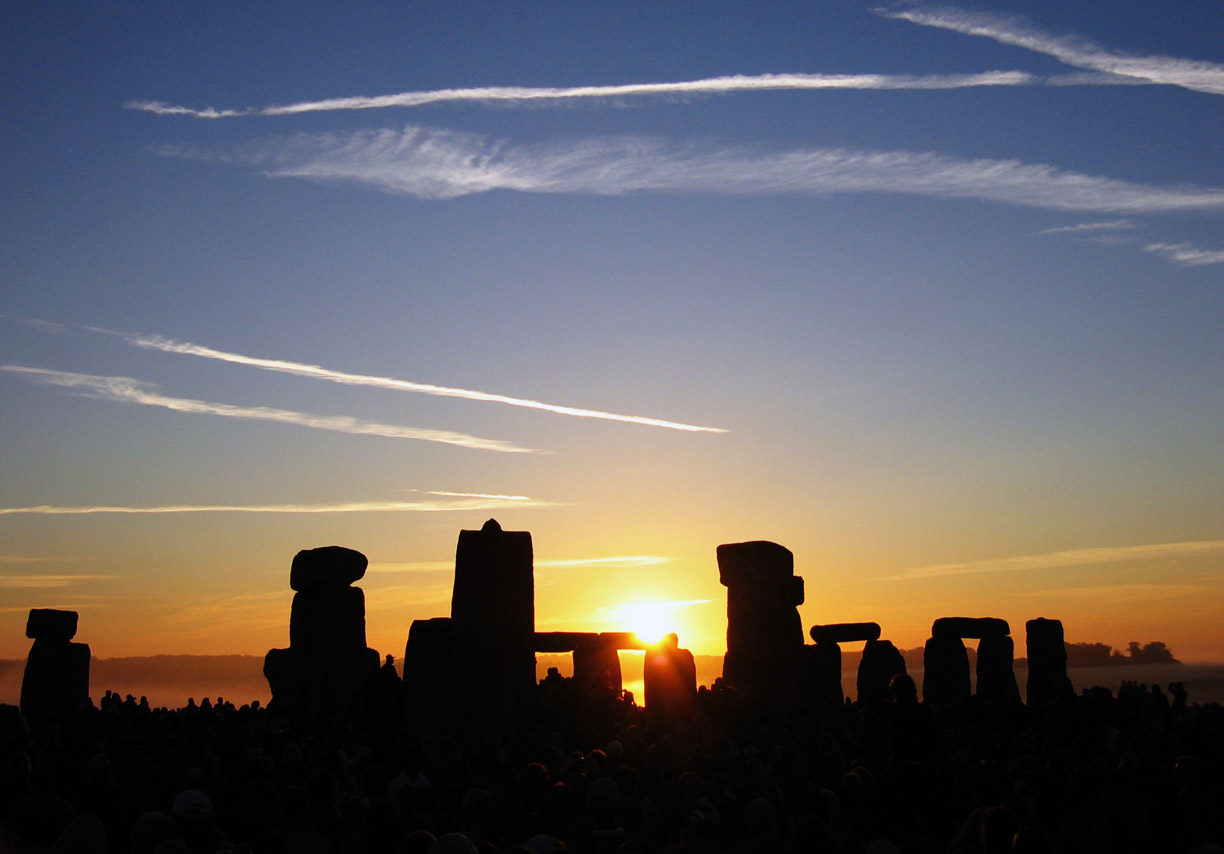
ストーンヘンジでの日の出（夏至）

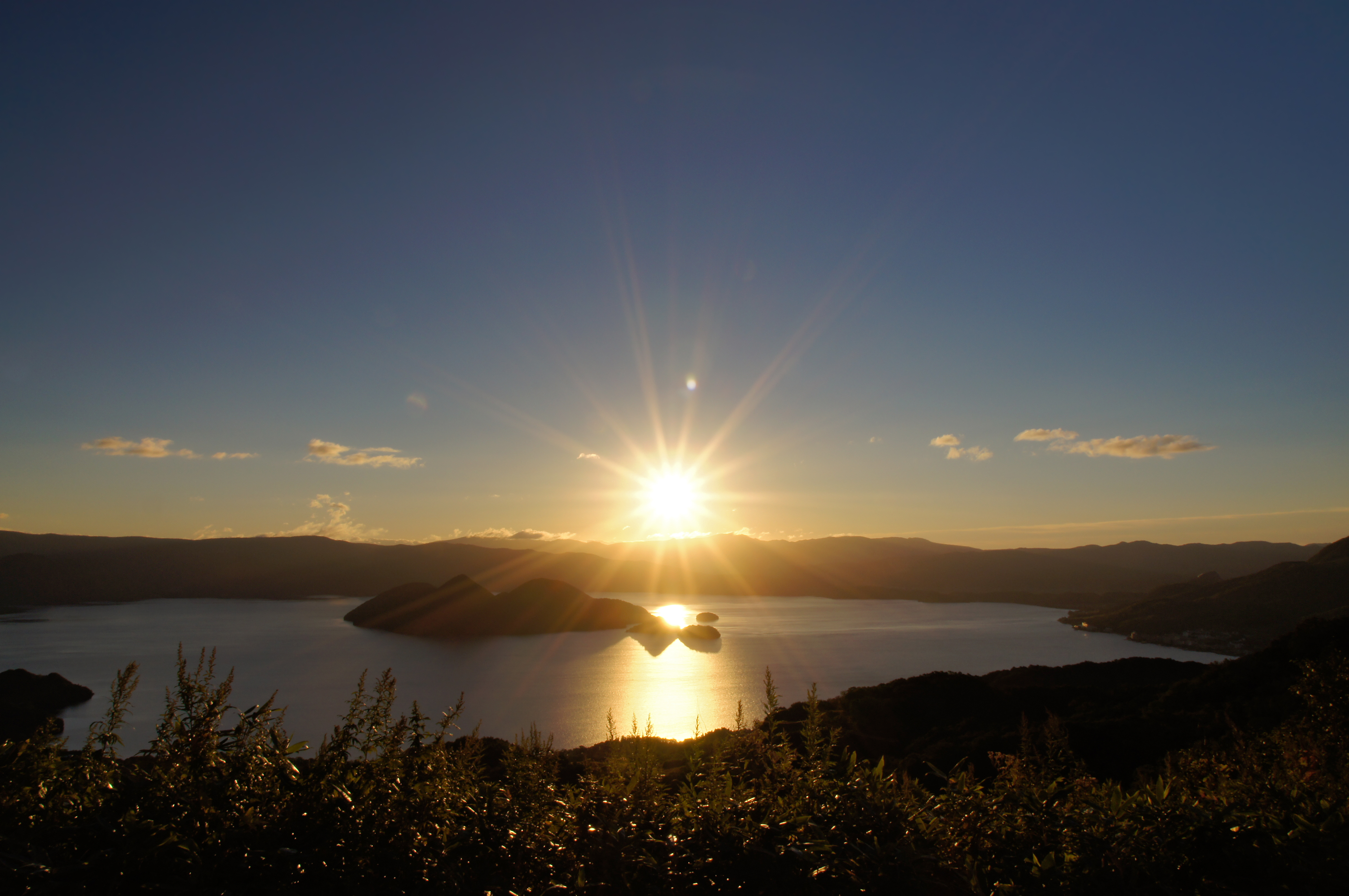
洞爺湖の日の出

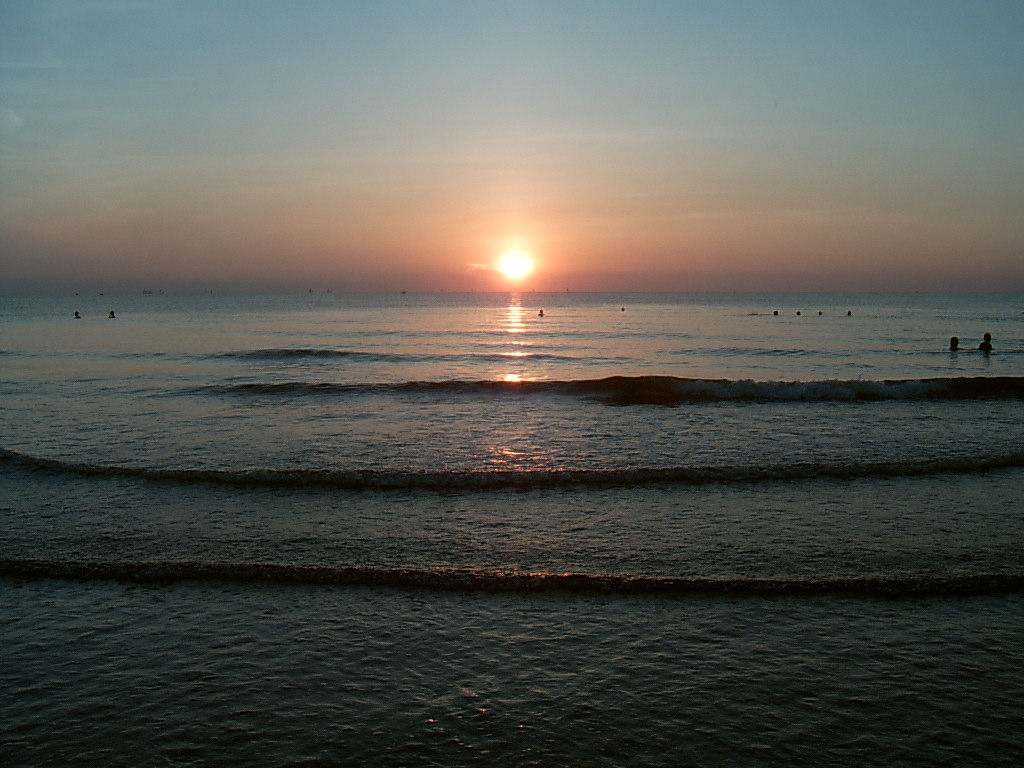
日の出直後（2007年7月、ベトナム・クアローにて）

米国ミネソタ州の日の出映像

日の出の時刻は、季節や場所（経度・緯度・高度）によって変動する。これらの変化は、地軸の傾き、地球の自転、地球の楕円軌道による公転、月の影響等のためである。
冬の後半から春・夏の前半にかけて日の出の時刻は早くなり、夏の後半から秋・冬の前半にかけて遅くなる。ただし、最も早い日は夏至とは一致せず6月前半ごろになる。どれだけずれるかは緯度によって異なる。同様に、最も遅い日も冬至とは一致せず年明けになる。

リーブルヴィル（ガボン）の2008年の日の出の時刻。赤道付近では、日の出の時刻の変動は、主に均時差の変動によって起こる（別の場所での時刻の変動も参照）。

## 方位
日の出の方位は、春分・秋分には真東になり、春分から秋分までは北寄りに、秋分から春分までは南寄りになる。

## 活動の基準として
- 日本国内の狩猟においては狩猟期間であっても、銃猟の禁止時間は日の入り後から日の出前までと定められている[2]。
- 風俗営業及び店舗型性風俗特殊営業では、2016年に風俗営業等の規制及び業務の適正化等に関する法律が改正されるまで、営業開始可能時間は日の出の時刻とされていた。このため日の出営業という言葉も生まれた。
- 東京都内の銭湯では、1937年まで朝湯の営業開始時間を日の出の時刻とされていた[3]。